# 40 Below Summer
40 Below Summer – amerykańska grupa muzyczna wykonująca nu metal, założona w 1998 roku w New Jersey.

## Skład zespołu
- Max Illidge – śpiew
- Joey D’Amico – gitara rytmiczna
- Jordan Plingos – gitara prowadząca
- Hector Graziani – gitara basowa
- Carlos Aguilar – perkusja

### Byli członkowie
- Peter Savad – gitara/gitara basowa (1998–2000)
- Angel Vivaldi – gitara prowadząca (2008–2010)
- Steve Ferreira – gitara basowa (2000)
- Ty Fury – gitara prowadząca (2005)
- Ryan Jurhs – gitara prowadząca (2005–2008)
- Ali Nassar – perkusja (2005)

## Dyskografia[1]
- 1999 – Side Show Freaks
- 2000 – Rain EP
- 2001 – Invitation to the Dance
- 2003 – The Mourning After
- 2006 – The Last Dance
- 2012 – Fire at Zero Gravity